# Argos (fill de Zeus)
Segons la mitologia grega, Argos (en grec antic Άργος) fou un heroi, fill de Zeus i de Níobe, una noia descendent d'Oceà i de Tetis. Níobe va ser la primera mortal amb què s'uní Zeus.
Argos va obtenir, quan es va repartir el Peloponès, tota l'Argòlida, a la qual donà nom, com també als pobles argòlids, i va fundar la ciutat d'Argos. Casat amb Evadne, va ser pare de quatre fills: Ecbas, Piras, Epidaure i Crias. També es va casar amb Pito, una oceànide. A l'heroi Argos se'l considera l'introductor de la sembra i el cultiu del blat a la zona de Grècia.